# Harry Duggan
Harry Duggan (8 giugno 1903 – 30 novembre 1967) è stato un calciatore irlandese, di ruolo centrocampista.

## Carriera

### Club
Ha giocato nella massima serie del campionato inglese con il Leeds.

### Nazionale
Ha giocato sia con la Nazionale irlandese della FAI che con quella dell'IFA.

## Palmarès

### Club

#### Competizioni nazionali
- Third Division South: 1

Newport County: 1938-1939